# サム・ラウシ
サム・ラウシ（Sam Lousi、1991年7月20日 - ）は、プロ14スカーレッツに所属するラグビー選手。

## プロフィール
- ニュージーランド・オークランド出身。
- ポジションはロック(LO)。
- 身長 198cm、体重 116kg
- 元ラグビーリーグの選手だった[1]。
- トンガ代表キャップは8(2021年1月現在）でラグビーワールドカップ2019のトンガ代表に選ばれた[2]。

## 略歴
NSWカントリーイーグルス、ワラターズ、ウェリントン、ハリケーンズを経て、2019年、スカーレッツに加入。